# BLACK TRAIN
『BLACK TRAIN』（ブラック トレイン）は、日本のミュージシャンである長渕剛の24枚目のオリジナルアルバム。
2017年8月16日にユニバーサルGEARからリリースされた。前作『Stay Alive』（2012年）よりおよそ5年3ヶ月ぶりにリリースされた作品であり、全作詞・作曲およびプロデュースは長渕が担当している。
レコーディングは日本国内で行われ、現状の簡素化されたレコーディング環境に長渕が反発した事から画家のアトリエのような環境を整えて行われた。音楽性としては音楽産業の衰退や政治不信をテーマにした曲、EDMの要素を取り入れた曲などを収録している。
前作リリースから本作までの間に「未来」（2013年）、「走る」（2014年）、「明日へ続く道」（2014年）、「富士の国」（2015年）とシングルが4作リリースされているが本作には収録されず、先行シングルとして配信限定でリリースされた「Loser」（2017年）、「Black Train」（2017年）が収録されている。
オリコンチャートでは最高位2位、Billboard Japan Hot Albumsでは最高位2位となった。

## 背景
2015年8月22日に、長渕は富士山麓ふもとっぱらにてオールナイトライブ「100,000 Fuji All Night Live 2015」を敢行、約10万人を動員し大成功を収めた。その後、11月26日には長年長渕と生活を共にし、曲の題材にもなりPVにも出演した愛犬のレオが急死（享年11）、長渕LINE公式にて自らファンへ報告を行った。また、レオの遺骨は海へと散骨された。12月31日にはTOKYO FMのラジオ番組『SCHOOL OF LOCK!』（2005年 - ）のスペシャル番組『SCHOOL OF LOCK! 大晦日スペシャル 長渕LOCKS!～叫べ! 2016年に向かって!! ～』に生放送で出演、番組はTOKYO FMネット以外にもLINE LIVEにて配信された。
2016年、2月3日に前年の富士山オールナイトライブの模様を記録したCD+DVDセット『富士山麓 ALL NIGHT LIVE 2015』をリリース、初週に1.2万枚を売り上げ2月15日付けの週間アルバムランキングにて5位を獲得。アルバム総売上枚数が1108.0万枚となり、男性ソロ歌手総売上にて歴代2位に返り咲いた。
その後、8月12日の鹿児島宝山ホールから9月26日のBLUE LIVE 広島に至るまで、全国8都市全12公演におよぶファンクラブ会員限定ライブツアー「THANK YOU ACOUSTIC TOUR 2016 FOR FANCLUB MEMBERS」を開催、さらに12月7日にはフジテレビ系音楽番組『FNS歌謡祭』（1974年 - ）に出演し、大幅に歌詞と演奏を加えた「乾杯」（1980年）を演奏、賛否両論が巻き起こり大きな反響を呼んだ。この演奏に関して長渕は、「つまんないだろ。だって同じ歌ばかり歌ってもね」、「今の時代、『乾杯』なんか言ってられないでしょ?」と語り、そのためイントロ部分を大幅にアレンジし、現代社会に対する批判を盛り込んだ構成にしたという。
2017年2月8日、前年12月31日に死去したワーナーミュージック・ジャパン取締役名誉会長の石坂敬一（享年71）の「お別れの会」が青山葬儀所にて行われ、参列した長渕は「12色のクレパス」を歌唱した。
4月1日、福島県立小高産業技術高等学校の校歌を作曲、11日の開校式ではサプライズゲストとして登場し校歌の他にも「涙は大切な君の友達だから」、「乾杯」を演奏した。5月24日にはおよそ2年ぶりとなる先行シングル「Loser」をリリース、さらに7月26日にはシングル「Black Train」をリリースした。

## 録音
長渕曰く、アルバム制作の際のテーマやコンセプトは「後から理屈がくっつくようなもの」であり、大学ノートに歌詞を書き殴り、それが溜まって自身が我慢できなくなった時にリリースを検討するという。
また長渕は、現在の録音環境が個人主義なものに陥り、そのために「化学変化が期待できない」と語り、1人ですべての作業を行う事で世界観が自己完結してしまうようでは良作が製作できないと主張する。基礎となる部分を1人で製作し、そこにスタッフ含め様々な人間が「キャンパスに色を塗っていくように、1つの設計図に対してどんな音を当てはめていくのか考えて作っていくべき。違う考え方がぶつかり合うことで、科学変化を起こす」との考えから現在の録音環境を変化させる事を主張、本作のレコーディングでは間接照明、絨毯やソファーを配置し画家のアトリエのようなスタジオ環境を整えた。また、レコーディングスタッフが逐次変更される事にも異を唱え、「チームを組んで、環境とか音楽を作るためのシステムを何カ月もかけて一緒に作り上げていかないと、本当にいいものは作れない」と語る。現在のレコーディング環境が簡素化されている事に対しても、「本物の音楽を追及していくには、ちゃんとしたスタジオできちっと制作環境を作ることが大切」と持論を語った。
本作においても、全てが機械化されたレコーディング環境に異を唱え、「機械と、機械に支配された人間、ドロドロの血を流している人間の3つを仮想した」と語り、音の波形のみで判断しようとするミックス・エンジニアに対し、歌っている姿を見るように激高した場面もあったという。また、自然のリヴァーブを求める長渕は、エンジニアと山へ向かい本物のやまびこを聴き、「歌の中に流れる感情や色を共有することで、思ってもみないような化学反応が生まれる」とも主張した。

## 音楽性
長渕曰く、「Black Train」には「得体の知れない自分と得体の知れない時代、その2つの関わりが描かれている」と語り、自身のイメージを固定化されたくないとの思いから、また新境地という概念はなく漠然と「面白いことをやろう」という姿勢で本作を製作したという。また、「俺はあんなふうになりたくねえよ!」ということを歌ったとも語り、様々な評価や業績と闘っていく事、感覚器官を研ぎ澄ませておく事が重要だと語った。
「Loser」では、EDMのテイストを取り入れており、「愛こそすべて」では「愛する覚悟みたいなものを秘めた愛の歌」を制作したと語った。
その他、「ガーベラ2017」では、長渕が愛用している革鞄を叩く音が使用されており、過去には自身の腿を叩いた音を使用した事もあるという。「Can you hear me?」では親としての責任を果たせない事で子供が犠牲になる事を憂いており、また「父になる不安」も描いた曲であると語った。「かあちゃんの歌」の歌詞は自身の体験を基にしており、亡き母への後悔の念と尊敬の念から制作された。
本作には「マジヤベエ!」などの若者言葉の使用や「Loser」のような4つ打ちの曲が収録されており、これに関して長渕は「時代性を反映するように意識する」と述べ、10代の感性と自身の感性との感覚の違いを確認するとともに、自身の中に10代の感性が消失した場合は歌の制作をやめるとも発言している。

## リリース
本作リリースの告知は2017年6月9日にMusicman-net、音楽ナタリー、オリコンニュースなどのWeb媒体にて行われた。
その後、2017年8月16日にユニバーサルGEARよりリリースされた。初回限定盤は特殊な紙ジャケットとなっており、さらにメイキングとインタビューを収録したDVDが付属されている。

## プロモーション
本作リリース前の4月16日にはフジテレビ系音楽番組『Love music』（2015年 - ）に出演し、「Loser」、「福島県立小高産業技術高等学校 校歌」、「涙は大切な君の友達だから」、「乾杯」を演奏、また長渕剛公式サイトにて試聴用音源や歌詞、手書きメッセージを公開した。
7月15日にはTBS系音楽番組『音楽の日』（2011年 - ）に第一部のトリとして出演し、「とんぼ」、「STAY DREAM」、「Black Train」の3曲を演奏した。また放送直後に長渕剛公式サイトおよびYouTubeの公式チャンネル「オフィスレンCH」にて「Black Tarin」のフルPVが公開された。
その後、8月16日にはフジテレビ系音楽番組『ミュージックフェア』（1964年 - ）に出演し「マジヤベエ!」、「夏祭り」、「巡恋歌」、「プロポーズ」、「Can you hear me?」を演奏、8月19日、8月26日の2週に渡りTBS系音楽番組『COUNT DOWN TV』（1993年 - ）に出演、19日には「Black Train」、26日には「Loser」を演奏した他、日本武道館での一夜限定ライブの密着映像も放送された。

## アートワーク
初回限定版の紙ジャケットの機関車の絵は、長渕本人が描いている。また、本作リリース前の8月4日からタワーレコードではアルバムジャケットとは異なる長渕のポスターを全店にて掲出し、本作購入者の中から応募抽選で30名に、また内10名には長渕直筆のサイン入りポスターが入った「NO MUSIC, NO LIFE?」ポスターのプレゼントが行われた。

## ツアー
本作リリース後にはライブツアーは開催されず、8月22日に日本武道館にて「ONE NIGHT PREMIUM LIVE AT 日本武道館」と題した公演が1回のみ開催された。9月5日には長渕自身の誕生日を記念した単独公演として、大阪城ホールにて「PREMIUM BIRTHDAY LIVE AT 大阪城ホール」と題した公演が開催された。

## 批評
| 専門評論家によるレビュー | 専門評論家によるレビュー |
| レビュー・スコア         | レビュー・スコア         |
| 出典                     | 評価                     |
| ------------------------ | ------------------------ |
| CDジャーナル             | 肯定的                   |
| LITERA                   | 肯定的                   |
| リアルサウンド           | 肯定的                   |

- 音楽情報サイト『CDジャーナル』では、「前に進む勇気を与えてくれる楽曲を収録している」と肯定的な評価を下している[28]。

- ニュースサイト『LITERA』では、「長渕剛が安倍政権を批判する新曲を発表」、「（『BLACK TRAIN』に関して）『愛国』の名のもとに歴史を歪めてきた安倍首相とその周辺の連中の利権私物化を批判してるのは明らかだろう」、「『BLACK TRAIN』を聴いていると、長渕の安倍政権への怒りがさらに強くなり、そのメッセージがさらに具体的になっていることがよくわかる」と肯定的な評価を下している[29]。

- ニュースサイト『リアルサウンド』では、「久々にリリースされたこのアルバムでは、アーティストとして時代の風をうまく取り入れて自らの表現をアップデートしている様子が伝わってくる」、「自身のスタイルやパブリックイメージがある程度固まりつつある今のタイミングにおいても、新し音楽的なチャレンジを続けていることがよくわかる」、「これまでのキャリアや先入観とは関係なく、2017年の音楽として楽しめるのがこの『BLACK TRAIN』である」と肯定的な評価を下している[30]。

## チャート成績
オリコンチャートにおいて、週間で最高位2位を獲得、2017年8月度月間ランキングでは3位、売り上げは40,140枚となった。
Billboard Japan Hot Albumsにおいて、週間アルバム・セールス・チャートでは初動3日で21,561枚を売り上げ、さらに週末にかけて10,000枚以上売り上げを伸ばしたが、1位のiKON『NEW KIDS:BEGIN』に約2500枚差で2位となった。しかし、ダウンロード5位、ルックアップ23位のポイントを加えた総合では1位を獲得した。この結果に対し、長渕は公式ツイッターにて喜びのメッセージを配信したが、2016年末の『FNS歌謡祭』にて演奏された「乾杯」にて「騙されねえぜヒットチャートランキング」と歌った事と矛盾しているとの指摘がされた。
タワーレコードの売り上げチャートでは8月14日付けで3位となった。

## 収録曲
| 全作詞・作曲: 長渕剛、全編曲: 関淳二郎、中村康就。 |                              |        |            |      |
| #                                                  | タイトル                     | 作詞   | 作曲・編曲 | 時間 |
| 1.                                                 | 「Black Train」              | 長渕剛 | 長渕剛     | 5:27 |
| 2.                                                 | 「嘆きのコーヒーサイフォン」 | 長渕剛 | 長渕剛     | 5:13 |
| 3.                                                 | 「Loser」                    | 長渕剛 | 長渕剛     | 4:08 |
| 4.                                                 | 「かあちゃんの歌」           | 長渕剛 | 長渕剛     | 4:33 |
| 5.                                                 | 「マジヤベエ!」              | 長渕剛 | 長渕剛     | 4:13 |
| 6.                                                 | 「ガーベラ2017」             | 長渕剛 | 長渕剛     | 4:22 |
| 7.                                                 | 「愛こそすべて」             | 長渕剛 | 長渕剛     | 5:49 |
| 8.                                                 | 「自分のために」             | 長渕剛 | 長渕剛     | 5:20 |
| 9.                                                 | 「誰かがこの僕を」           | 長渕剛 | 長渕剛     | 4:06 |
| 10.                                                | 「Can you hear me?」         | 長渕剛 | 長渕剛     | 4:30 |
| 合計時間:                                          | 合計時間:                    | 47:41  |            |      |

## スタッフ・クレジット

### 参加ミュージシャン
- 長渕剛 - アコースティックギター、ハーモニカ、ボーカル
- 名越由貴夫 - ギター
- ピーター・スロン - ギター
- 浦清英 - キーボード
- 岡沢章 - ベース
- 矢野一成 - ドラムス
- 昼田洋二 - サクソフォーン
- 小林太 - トランペット
- 川原聖仁 - トロンボーン
- 関淳二郎 - アレンジ、プログラミング、ギター
- 中村康就 - アレンジ、プログラミング
- Soul (Fis block) - リズム・アレンジ

### スタッフ
- 井上剛 - レコーディング・エンジニア、ミキシング・エンジニア
- 加藤謙吾 - 追加レコーディング・エンジニア
- 石田裕太 - アシスタント・エンジニア
- 根本崇 - アシスタント・エンジニア
- 今泉洋一 - アシスタント・エンジニア
- 渡辺淳 - アシスタント・エンジニア
- 前田康二 - マスタリング・エンジニア
- 土岐和之 - ミュージシャン・コーディネーター
- 大森匡博 - ギター・テクニシャン
- 近藤拓也 - ギター・テクニシャン
- 犬伏恭介 - ディレクター
- 辻徹也 - 写真撮影
- JUN MISAKI - アート・ディレクター、デザイン
- やまもとかずたか - アーティスト・マネージメント
- 斎須敏治（オフィスレン） - アーティスト・マネージメント
- 小井泰三（新極真会） - スペシャル・アドバイザー
- 藤倉尚（ユニバーサルミュージック） - スペシャル・サンクス
- 喜本孝（ユニバーサルミュージック） - スペシャル・サンクス
- 安澤征彦（ユニバーサルミュージック）
- 後藤由多加（フォーライフミュージックエンタテイメント） - スペシャル・サンクス
- 田村有宏貴（キョードー東京インターナショナル） - スペシャル・サンクス
- 湯川れい子 - スペシャル・サンクス